# Stepan Pogosyan
Stepán Karapetovich Pogosyan (Poghosyan) (en armenio, Ստեփան Պողոսյան; Talin, 10 de febrero de 1932 – 17 de mayo de 2012) fue un historiador, político y estadista soviético, que fue un activista del Partido Comunista.
Estudió en la Universidad Estatal de Ereván. Dirigió la industria de televisión y radio estatal en la RSS de Armenia durante muchos años. Desde noviembre de 1990 hasta mayo de 1991 fue el primer secretario del Partido Comunista de la República Socialista Soviética de Armenia y Miembro del Comité Central de Partido Comunista de la Unión Soviética (1990–91). Después de la disolución de la Unión Soviética, fue uno de los líderes destacados del Partido Democrático de Armenia.
Con un doctorado en historia, Pogosián fue autor de numerosos libros.

## Biografía
Se graduó de la Facultad de Historia de la Universidad Estatal de Ereván ( 1955 ). Entre 1970 y 1988 , fue presidente del Comité Estatal de Televisión y Radio de Armenia; entre 1988 y 1990 , director de Armenpress ; y en 1990 , presidente del Comité Estatal de Prensa y Publicaciones de Armenia. En 1990, fue elegido primer secretario del Comité Central del Partido Comunista de Armenia. En 1991 , fundó el Centro Científico para el Estudio de la Cuestión Armenia . Entre 1991 y 1992 , fue redactor jefe del periódico “Yerkir Avetyats”. Desde 1995 , es profesor en la Universidad “Hrachya Acharyan” de Ereván . 2002-2009 - Miembro del Consejo de Administración de la Compañía Pública de Televisión y Radio de Armenia, 2009-2012 - Asesor Principal del Presidente del Consejo de Administración de la Compañía Pública de Televisión y Radio de Armenia.
Escribió diversos libros. Las obras tratan sobre la cuestión armenia, la historia del genocidio armenio y los movimientos de liberación nacional ("Historia de la cuestión armenia y el genocidio armenio", vol. 1-3, 2000-2003 (en coautoría), "Una mirada al pasado, para hoy y mañana", 2002 , "Historia de la cuestión armenia y el genocidio armenio: mártires por la eternidad", 2005 , etc.).